# Elwood Peak
Der Elwood Peak ist ein 920 m hoher Berg im Südosten der Adelaide-Insel westlich der Antarktischen Halbinsel. Er ragt westlich des Merlin Peak am südlichen Ende der Stokes Peaks auf.
Die Benennung des Bergs geht auf Personal des British Antarctic Survey auf der Rothera-Station in den 1980er und 1990er Jahren zurück. Namensgeber ist ein Schlittenhund.